# Якоб Гюбнер
Якоб Гюбнер (Jacob Hübner; 1761—1826) — німецький ентомолог. Автор основоположної роботи з ентомології «Sammlung Europäischer Schmetterlinge» (1796—1805).

## Наукова кар'єра
Гюбнер був одним з перших фахівців, які працювали над європейськими лускокрилими комахами. Він описав багато нових видів, наприклад Sesia bembeciformis та Euchloe tagis. Також окреслив багато вищих таксонів.
Гюбнер був дизайнером і гравером. З 1778 по 1780 роки відвідував школу малювання Св. Анни, де навчився офорту і ксилографії. З 1786 року три роки працював дизайнером і гравером на бавовняній фабриці в Україні. Там він збирав метелики і молі. Описи та ілюстрації деяких з них навів у монографії Beiträge zur Geschichte der Schmetterlinge (1786—1790). Потім повернувся до Аугсбурга, де працював на місцевій ситцевій фабриці.
У Відні Гюбнер познайомився з Йоганном Ігнацом Шиффермюллером (1727—1806), з яким він залишався в дружньому зв'язку все своє життя.

## Праці
- 1786—1790: Beiträge zur Geschichte der Schmetterlinge ["Contributions to the history of butterflies"], Augsburg
- 1793: Sammlung auserlesener Vögel und Schmetterlinge, mit ihren Namen herausgegeben auf hundert nach der Natur ausgemalten Kupfern ["Collection of choice birds and butterflies, issued with included names on 100 naturally colored copperplate prints"]
- 1796—1805: Sammlung Europäischer Schmetterlinge ["Collection of European butterflies"]
- 1806: Tentamen determinationis, digestionis atque denominationis singularum singularum stirpium Lepidopterorum, peritis ad inspiciendum et dijudicandum communicatum ["Preliminary examination, an attempt to fix, arrange and name the individual races of Lepidoptera to experts for examination and the expression of an opinion"]
- 1806—1824: Geschichte europäischer Schmetterlinge ["History of European butterflies"]
- 1806—1834 (with C. Geyer and G.A.W. Herrich-Schäffer): Sammlung exotischer Schmetterlinge ["Collection of exotic butterflies"] (2 vols.), Augsburg
- 1816: Verzeichnis bekannter Schmetterlinge ["Directory of known butterflies"], Augsburg.
- 1822: Systematisch-alphabetisches Verzeichnis aller bisher bey den Fürbildungen zur Sammlung europäischer Schmetterlinge angegebenen Gattungsbenennungen ["Systematic-alphabetic directory of all genus names hitherto issued with the depictions of European butterflies"]. Augsburg: published by the author.